# Leskeodon aristatus
Leskeodon aristatus är en bladmossart som beskrevs av Brotherus 1907. Leskeodon aristatus ingår i släktet Leskeodon och familjen Daltoniaceae. Inga underarter finns listade i Catalogue of Life.